# Postleitzahl (Luxemburg)

Karte der Postleitzahlen von Luxemburg.

Die Postleitzahl im Großherzogtum Luxemburg besteht aus 4 Ziffern und wurde 1980 eingeführt.
Damit werden die Straßen in den Städten sehr genau definiert, teilweise so, dass sogar die rechte und linke Seite unterschieden werden oder eine längere Straße ab einer bestimmten Hausnummer einen anderen Code erhält. Auch größere Firmen, Verwaltungen und Postfachadressen haben eine eigene Postleitzahl.
Die erste Ziffer der Postleitzahl gibt die Region an, jedoch entspricht diese Gebietseinteilung nicht genau der üblichen administrativen Einteilung (Bezirke und Kantone).
- Postleitzahlen, die mit einer 0 beginnen gehören zu PackUp-Stationen der luxemburgischen Post[1]
- Postleitzahlen, die mit einer 1 oder einer 2 beginnen, befinden sich in der Hauptstadt Luxemburg.
- Postleitzahlen, die mit einer 3 beginnen, befinden sich südlich der Hauptstadt.
- Postleitzahlen, die mit einer 4 beginnen, befinden sich in der Stadt Esch-sur-Alzette.
- Postleitzahlen, die mit einer 5 beginnen, befinden sich im Südosten des Landes.
- Postleitzahlen, die mit einer 6 beginnen, befinden sich im Nordosten des Landes.
- Postleitzahlen, die mit einer 7 beginnen, befinden sich nördlich der Hauptstadt.
- Postleitzahlen, die mit einer 8 beginnen, befinden sich im Westen des Landes.
- Postleitzahlen, die mit einer 9 beginnen, befinden sich im Norden des Landes.

In Luxemburg gibt es 4483 verschiedene Postleitzahlen.